# آناستازیا
آناستازیا (برگرفته از یونانی: Ἀναστασία) یک نام کوچک زنانه با ریشهٔ یونانی است که از واژهٔ یونانی anástasis (ἀνάστασις) به معنای «رستاخیز» مشتق شده‌است.
آناستازیا نام بسیار محبوبی برای دختران است، به ویژه در اروپا، که در آن بیشتر نام‌ها تداعی مسیحی دارند. آناستازیا سال‌ها در روسیه محبوب‌ترین نام دختران بود تا اینکه در سال ۲۰۰۸ نام سوفیا از آن پیشی گرفت. با این حال، این نام همچنان یکی از ده نام برتر برای دختران در روسیه، و نیز در بلاروس،  مولداوی،  صربستان،  گرجستان،  و مونته‌نگرو است.

## منشأ
پیشینهٔ نام آناستازیا به دوران مسیحیت اولیه بازمی‌گردد. این نام بر روی دختران یونانی زیادی که در ماه دسامبر و در نزدیکی عید پاک متولد می‌شدند گذاشته می‌شد.
 این نام، گونهٔ زنانهٔ نام مردانهٔ آناستاسیوس (Greek: Ἀναστάσιος تلفظ [anaˈstasi.os]) است، و به معنای کسی است که از رستاخیز آمده.